# Binaire digital
 (septembre 2022).
Le binaire digital est un système permettant de compter et de montrer des nombres binaires sur les doigts d'une ou des deux mains. Chaque doigt représente un nombre binaire ou bit, affecté d'une puissance. Le système permet de compter de 0 à 31 avec les doigts d'une main ou 1023 en utilisant les deux.
L'usage complémentaire des dix orteils permettrait théoriquement d'élever ce nombre à 1 048 575, mais il semble que peu de personnes soient dotées d'une dextérité suffisante pour y parvenir. 

## Exemples: les entiers

### Première main (ici, une main droite)

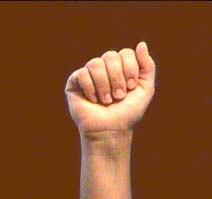
0 = ensemble vide
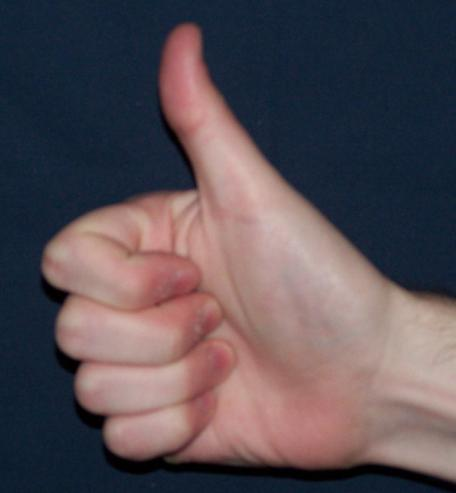
Le pouce a une valeur de 2 puissance zéro (2^0), soit 1.
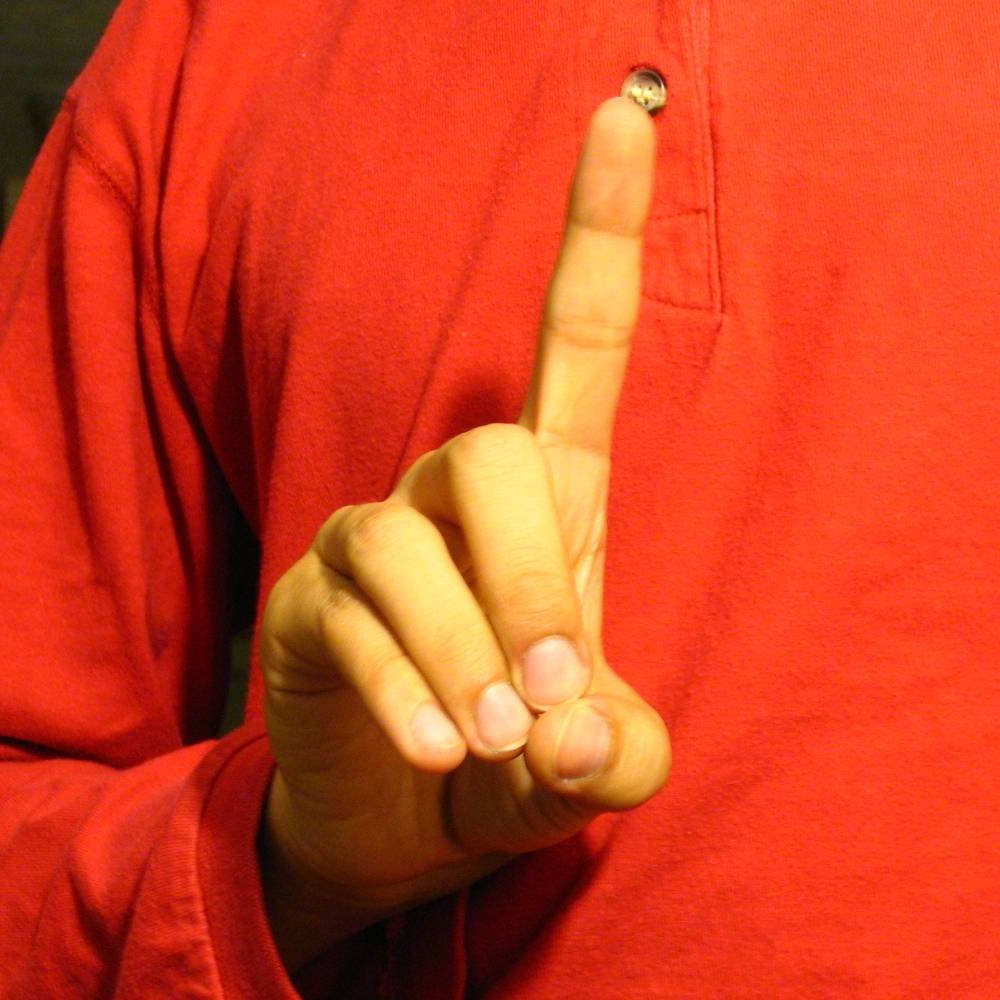
L'index a une valeur de 2 puissance 1, soit 2.
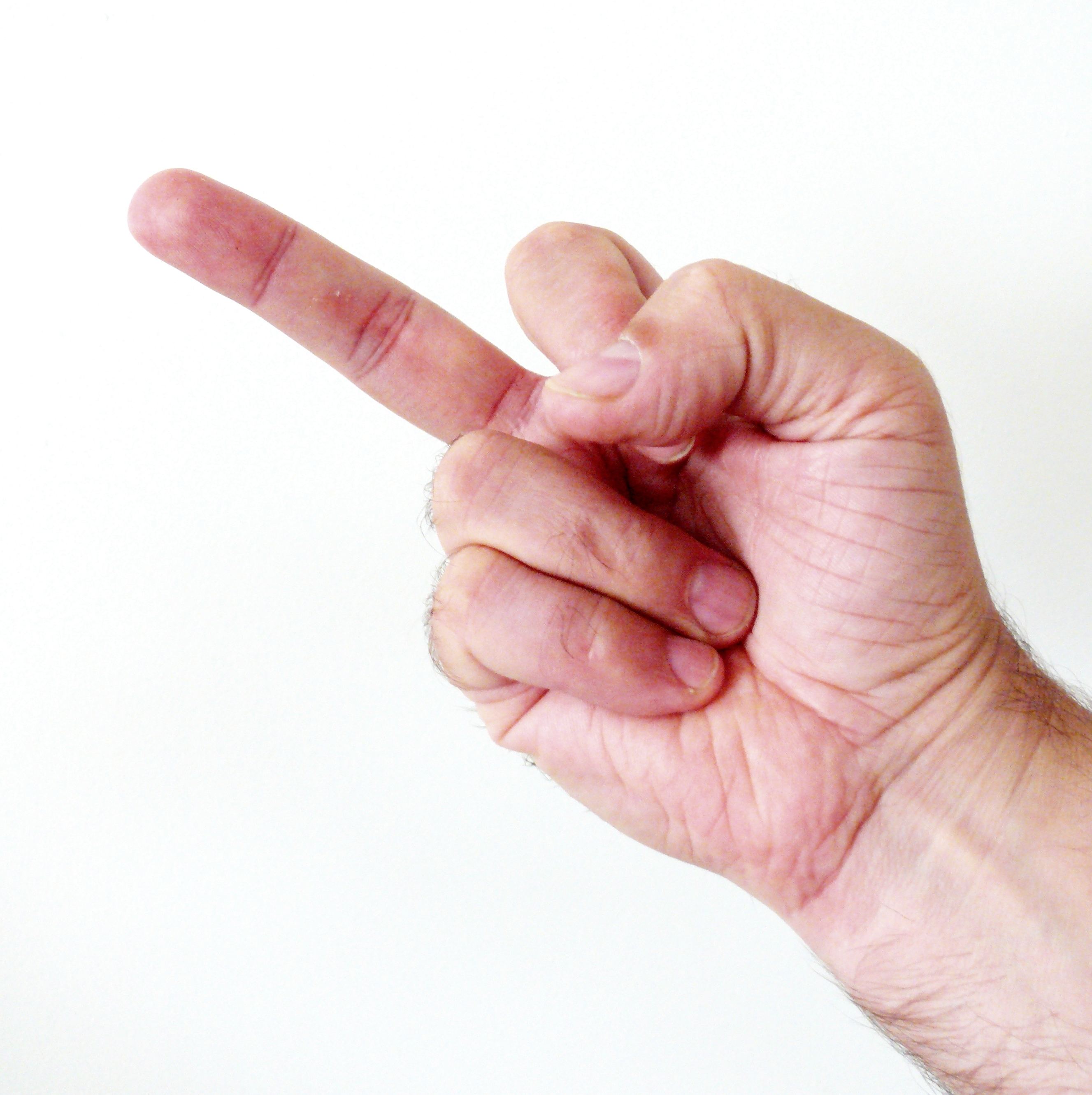
4 = 4 (2^2)
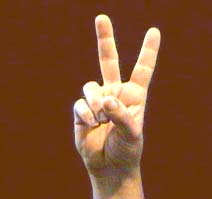
6 = 4 + 2
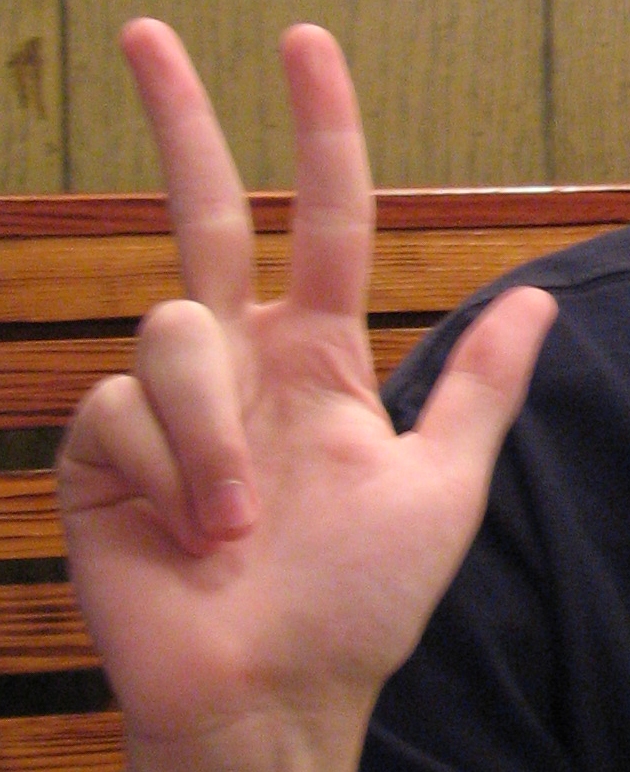
7 = 4 + 2 + 1
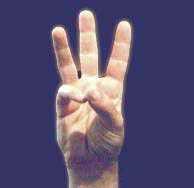
14 = 8 + 4 + 2
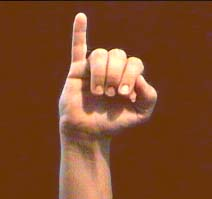
16 = Le petit doigt levé a une valeur de 2 puissance 4, soit 16.
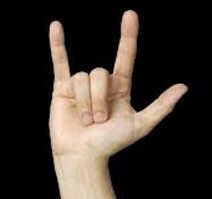
19 = 16 + 2 + 1
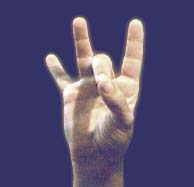
26 = 16 + 8 + 2
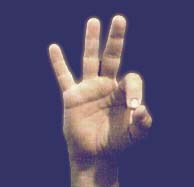
28 = 16 + 8 + 4
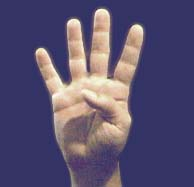
30 = 16 + 8 + 4 + 2
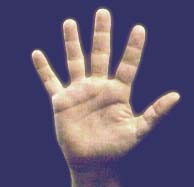
31 = 16 + 8 + 4 + 2 + 1

### Seconde main (ici une main gauche)
Lorsqu'elle est utilisé en complément de la première.

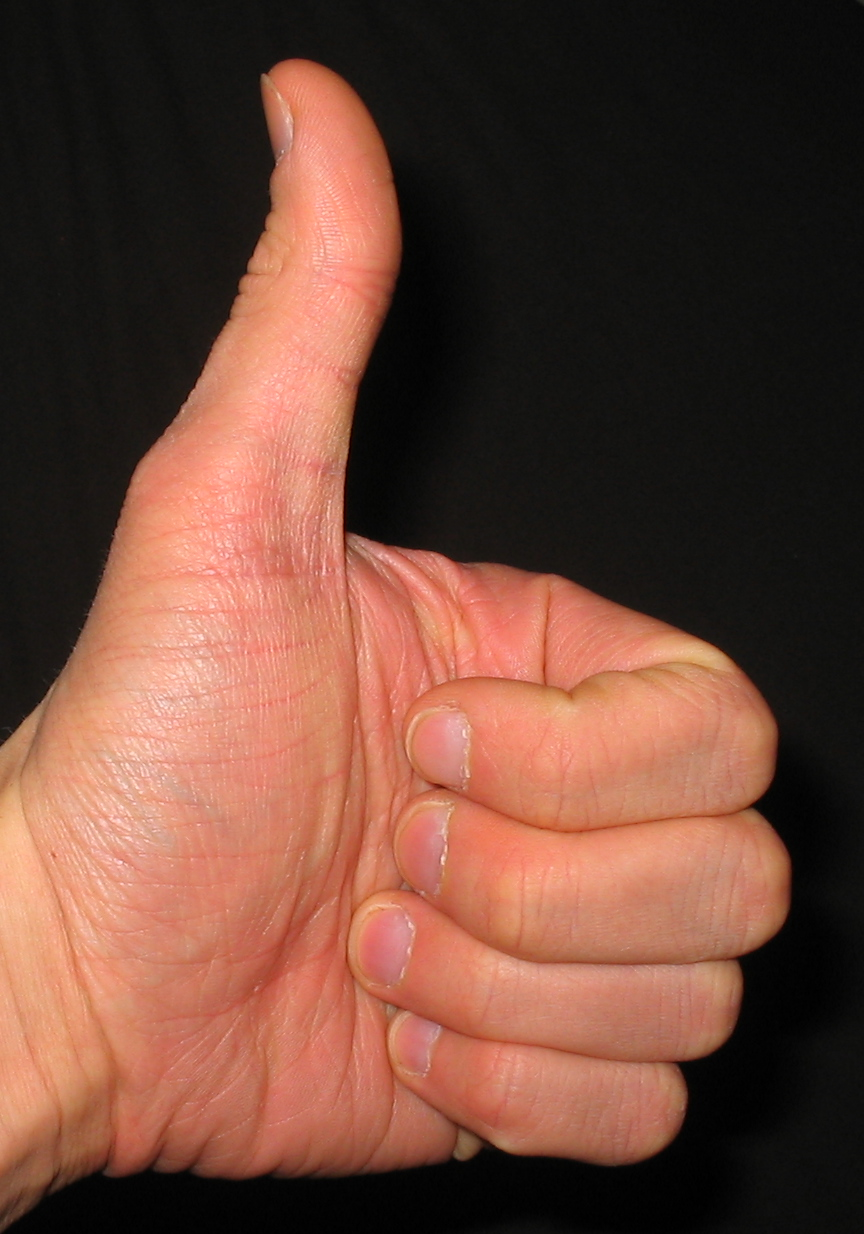
512 = 512
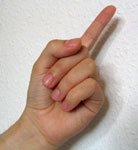
256 = 256
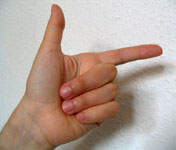
768 = 512 + 256
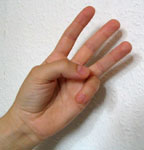
448 = 256 + 128 + 64
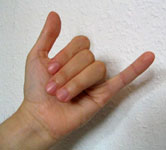
544 = 512 + 32
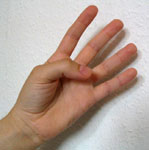
480 = 256 + 128 + 64 + 32
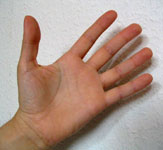
992 = 512 + 256 + 128 + 64 + 32

## Nombres non entiers

### Nombres négatifs
Il existe deux manières de représenter un nombre négatif en binaire digital :
- Utiliser un doigt resté libre comme bit de signe
- Adopter une convention pour distinguer un nombre négatif d'un nombre positif : paume vers l'avant ou l'arrière, ou bien doigts pointant vers le haut ou le bas...

### Fractions
Les fractions peuvent être présentées nativement en format binaire en déterminant à l'avance que chaque doigt est une fraction de deux, connue sous le nom de fraction dyadique : {\displaystyle {\tfrac {1}{2^{x}}}}.
En utilisant une seule main (ici la main gauche):
|        | Auriculaire | Annulaire | Majeur | Index | Pouce |
| ------ | ----------- | --------- | ------ | ----- | ----- |
| Valeur | 1/2         | 1/4       | 1/8    | 1/16  | 1/32  |

Avec deux mains :
| Main gauche | Main gauche | Main gauche | Main gauche | Main gauche | Main droite | Main droite | Main droite | Main droite | Main droite |
| Auriculaire | Annulaire   | Majeur      | Index       | Pouce       | Pouce       | Index       | Majeur      | Annulaire   | Auriculaire |
| ----------- | ----------- | ----------- | ----------- | ----------- | ----------- | ----------- | ----------- | ----------- | ----------- |
| 1/2         | 1/4         | 1/8         | 1/16        | 1/32        | 1/64        | 1/128       | 1/256       | 1/512       | 1/1024      |

### Nombres rationnels
Un nombre entier relatif ou une valeur fractionnelle (i.e., un nombre rationnel) peut être représenté en définissant un séparateur entre deux doigts (par exemple en joignant les deux auriculaires) : tous les doigts à gauche de la séparation sont des relatifs, tous les doigts à droits sont des fractions.